# Geldstrafe
Die Geldstrafe bezeichnet die Ahndung eines Delikts durch Geldzahlung.  
Die Geldstrafe unterscheidet sich von der Geldbuße dadurch, dass die Geldstrafe wegen einer Straftat durch ein Strafgericht ausgesprochen wird, die Geldbuße hingegen wegen einer Ordnungswidrigkeit auch durch die zuständige Verwaltungsbehörde.
Nationale Regelungen hierzu siehe:
- Geldstrafe (Deutschland)
- Geldstrafe (Österreich)
- Geldstrafe (Schweiz)